# Luxemburg la Concursul Muzical Eurovision
Luxemburg este una dintre cele șapte țări fondatoare a Concursului Muzical Eurovision. Aceasta a câștigat concursul de 5 ori, în 1961, 1965, 1972, 1973 și 1983, fiind una dintre cele mai de succes țări. Luxemburg a renunțat la concurs din anul 1994, absentând 31 de ani. În 2024, țara a revenit în concurs.

## Participări

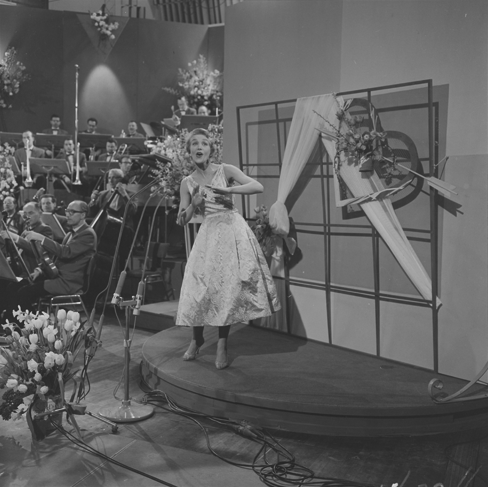
Solange Berry la Hilversum (1958)

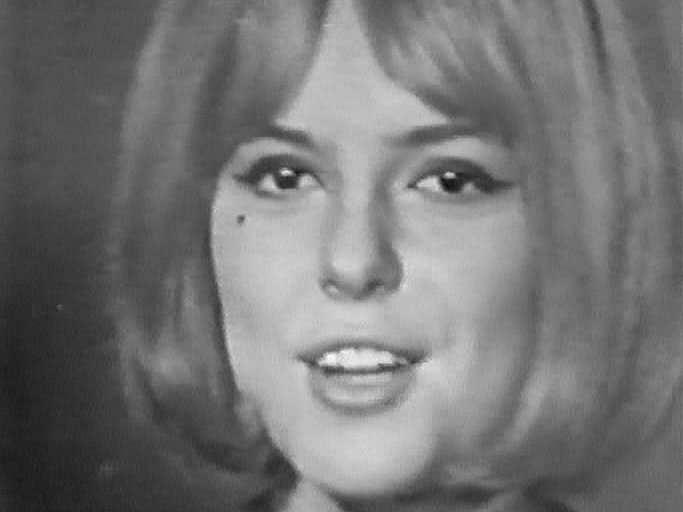
France Gall la Napoli (1965)

| An   | Gazda      | Artist                                                                     | Titlu                             | Finala | Puncte | Semi | Puncte |
| ---- | ---------- | -------------------------------------------------------------------------- | --------------------------------- | ------ | ------ | ---- | ------ |
| 1956 | Lugano     | Michèle Arnaud                                                             | "Ne crois pas"                    | 13     | -      |      |        |
| 1956 | Lugano     | Michèle Arnaud                                                             | "Les amants de minuit"            | 6      | -      |      |        |
| 1957 | Frankfurt  | Danièle Dupré                                                              | "Amours mortes (tant de peine)"   | 4      | 8      |      |        |
| 1958 | Hilversum  | Solange Berry                                                              | "Un grand amour"                  | 9      | 1      |      |        |
| 1960 | Londra     | Camillo Felgen                                                             | "So laang we's du do bast"        | 13     | 1      |      |        |
| 1961 | Cannes     | Jean-Claude Pascal                                                         | "Nous les amoureux"               | 1      | 31     |      |        |
| 1962 | Luxemburg  | Camillo Felgen                                                             | "Petit bonhomme"                  | 3      | 11     |      |        |
| 1963 | Londra     | Nana Mouskouri                                                             | "À force de prier"                | 8      | 13     |      |        |
| 1964 | Copenhaga  | Hugues Aufray                                                              | "Dès que le printemps revient"    | 4      | 14     |      |        |
| 1965 | Napoli     | France Gall                                                                | "Poupée de cire, poupée de son"   | 1      | 32     |      |        |
| 1966 | Luxemburg  | Michèle Torr                                                               | "Ce soir je t'attendais"          | 10     | 7      |      |        |
| 1967 | Viena      | Vicky Leandros                                                             | "L'amour est bleu"                | 4      | 17     |      |        |
| 1968 | Londra     | Chris Baldo & Sophie Garel                                                 | "Nous vivrons d'amour"            | 11     | 5      |      |        |
| 1969 | Madrid     | Romuald                                                                    | "Catherine"                       | 11     | 7      |      |        |
| 1970 | Amsterdam  | David Alexandre Winter                                                     | "Je suis tombé du ciel"           | 12     | 0      |      |        |
| 1971 | Dublin     | Monique Melsen                                                             | "Pomme, pomme, pomme"             | 13     | 70     |      |        |
| 1972 | Edinburgh  | Vicky Leandros                                                             | "Après toi"                       | 1      | 128    |      |        |
| 1973 | Luxemburg  | Anne-Marie David                                                           | "Tu te reconnaîtras"              | 1      | 129    |      |        |
| 1974 | Brighton   | Ireen Sheer                                                                | "Bye Bye I Love You"              | 5      | 14     |      |        |
| 1975 | Stockholm  | Geraldine                                                                  | "Toi"                             | 5      | 84     |      |        |
| 1976 | Haga       | Jürgen Marcus                                                              | "Chansons pour ceux qui s'aiment" | 14     | 17     |      |        |
| 1977 | Londra     | Anne-Marie B                                                               | "Frère Jacques"                   | 16     | 17     |      |        |
| 1978 | Paris      | Baccara                                                                    | "Parlez-vous français?"           | 7      | 73     |      |        |
| 1979 | Ierusalim  | Jeane Manson                                                               | "J'ai déjà vu ça dans tes yeux"   | 13     | 44     |      |        |
| 1980 | Haga       | Sophie & Magaly                                                            | "Papa Pingouin"                   | 9      | 56     |      |        |
| 1981 | Dublin     | Jean-Claude Pascal                                                         | "C'est peut-être pas l'Amérique"  | 11     | 41     |      |        |
| 1982 | Harrogate  | Svetlana                                                                   | "Cours après le temps"            | 6      | 78     |      |        |
| 1983 | München    | Corinne Hermès                                                             | "Si la vie est cadeau"            | 1      | 142    |      |        |
| 1984 | Luxemburg  | Sophie Carle                                                               | "100% d'amour"                    | 10     | 39     |      |        |
| 1985 | Göteborg   | Margo, Franck Olivier, Diane Solomon, Ireen Sheer, Chris & Malcolm Roberts | "Children, Kinder, Enfants"       | 13     | 37     |      |        |
| 1986 | Bergen     | Sherisse Laurence                                                          | "L'amour de ma vie"               | 3      | 117    |      |        |
| 1987 | Bruxelles  | Plastic Bertrand                                                           | "Amour, Amour"                    | 21     | 4      |      |        |
| 1988 | Dublin     | Lara Fabian                                                                | "Croire"                          | 4      | 90     |      |        |
| 1989 | Lausanne   | Park Café                                                                  | "Monsieur"                        | 20     | 8      |      |        |
| 1990 | Zagreb     | Céline Carzo                                                               | "Quand je te rêve"                | 13     | 38     |      |        |
| 1991 | Roma       | Sarah Bray                                                                 | "Un baiser volé"                  | 14     | 29     |      |        |
| 1992 | Malmö      | Marion Welter & Kontinent                                                  | "Sou fräi"                        | 21     | 10     |      |        |
| 1993 | Millstreet | Modern Times                                                               | "Donne-moi une chance"            | 20     | 11     |      |        |
| 2024 | Malmö      | Tali                                                                       | "Fighter"                         | 13     | 103    | 5    | 117    |
| 2025 | Basel      | Laura Thorn                                                                | "La poupée monte le son"          | 22     | 47     | 7    | 62     |

## Gazdă
| An   | Oraș      | Locație                    | Prezentatori      |
| ---- | --------- | -------------------------- | ----------------- |
| 1962 | Luxemburg | Villa Louvigny             | Mireille Delannoy |
| 1966 | Luxemburg | Villa Louvigny             | Josiane Chen      |
| 1973 | Luxemburg | Nouveau Théâtre Luxembourg | Helga Guitton     |
| 1984 | Luxemburg | Théâtre Municipal          | Désirée Nosbusch  |